# Новий Вилезін
Новий Вилезін (пол. Nowy Wylezin) — село в Польщі, у гміні Ковеси Скерневицького повіту Лодзинського воєводства.
Населення — 110 осіб (2011).

## Демографія
Демографічна структура станом на 31 березня 2011 року:
|          | Загалом | Допрацездатний вік | Працездатний вік | Постпрацездатний вік |
| -------- | ------- | ------------------ | ---------------- | -------------------- |
| Чоловіки | 63      | 16                 | 37               | 10                   |
| Жінки    | 47      | 9                  | 23               | 15                   |
| Разом    | 110     | 25                 | 60               | 25                   |